# Gare routière de Kelenföld
La Gare routière de Kelenföld (hongrois : Kelenföldi autóbusz-állomás, prononcé [ [ˈkɛlɛnføldi ˈɒutoːbus ˈaːllomaːʃ]]) est une gare routière de Budapest qui assure des liaisons nationales.

## Services voyageurs

### Desserte
Elle dessert l'Europe orientale. 

### Correspondance multimodale
La gare routière est reliée au réseau de transport en commun de Budapest.